# Secret of the Runes
Secret of the Runes — десятый студийный альбом шведской симфоник-метал-группы Therion. Был выпущен в 2001 году. Альбом является концептуальным и посвящён девяти мирам в скандинавской мифологии. Автор музыки всех песен — гитарист Кристофер Йонсон, а автор текстов — Томас Карлссон, который также принял участие в записи песни «Ljusalfheim». Песни написаны на английском, немецком и шведском языках.

## Стиль
Secret of the Runes выдержан в традиционном для группы духе симфоник-метала, с использованием оркестровых аранжировок, скрипок, флейт, хоров и оперных вокалистов. На обложке альбома изображены скандинавские руны, каждая из которых означает один из миров.
В альбоме также содержатся две кавер-версии песен других групп, исполненные Therion в своем стиле: это песни Scorpions и ABBA.
Песни из этого альбома часто исполнялись на концертах, а «Schwarzalbenheim» вошла впоследствии во все концертные альбомы Therion, в том числе Live Gothic, The Miskolc Experience, Live in Midgård и Celebrators of Becoming. В 2023 году журнал Metal Hammer включил Secret of the Runes в свой топ-5 самых важных альбомов симфоник-метала.

## Список композиций
Автор всей музыки, кроме кавер-версий — Кристофер Йонссон, автор текстов — Петер Карлссон.

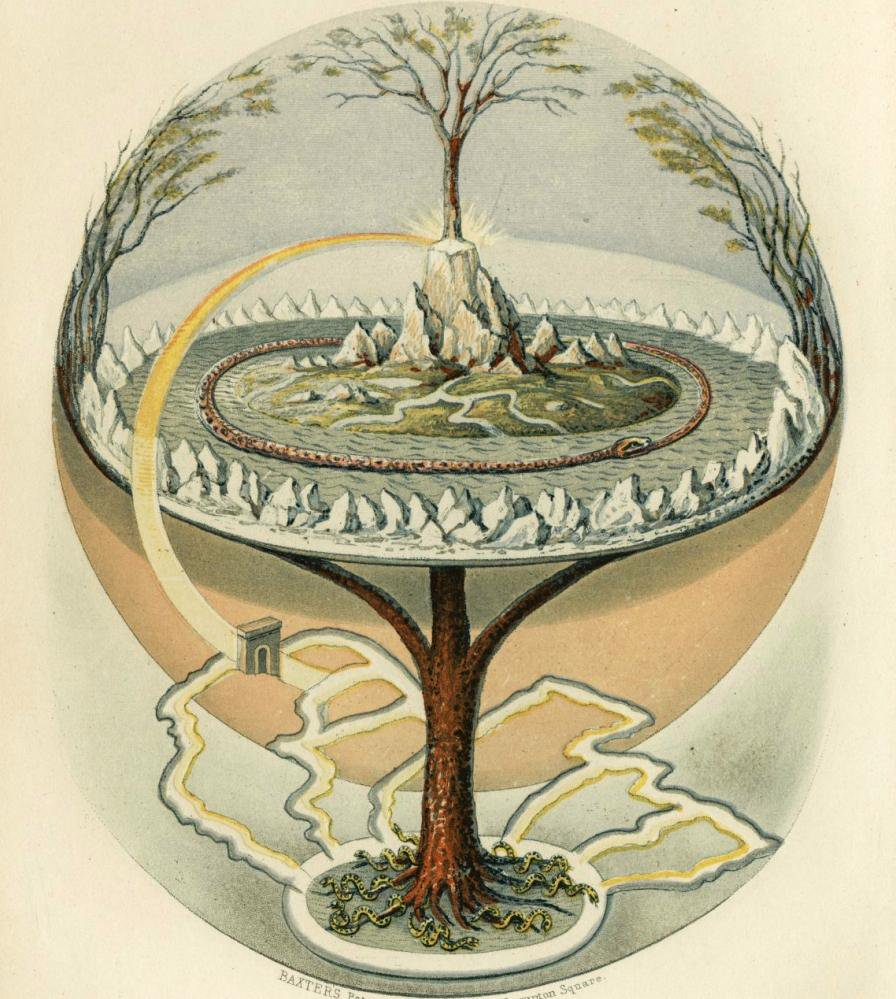
Миры на ветвях ясеня Иггдрасиль в представлении средневековых скандинавов

| 1. «Ginnungagap»               | 6:10 | Гиннунгагап — великая тьма, хаос, из которого образовался мир. |
| 2. «Midgård»                   | 5:04 | Мидгард — срединный мир, в котором живут люди. В час Рагнарёка ему придёт конец.                                                                                                 |
| 3. «Asgård»                    | 4:07 | Асгард — мир богов (асов), столица которого — Вальхалла, зал павших воинов. |
| 4. «Jotunheim»                 | 3:43 | Йотунхейм, или Утгард — обитель йотунов, инеистых великанов, главных врагов богов и людей.                                                                                       |
| 5. «Schwarzalbenheim»          | 5:18 | Свартальфхейм — мир цвергов (гномов), искусных подземных карликов. |
| 6. «Ljusalfheim»               | 3:53 | Альфхейм (Льюсальфхейм) — мир сияющих альвов. |
| 7. «Muspelheim»                | 2:13 | Муспельхейм — мир огня. |
| 8. «Nifelheim»                 | 4:33 | Нифельхейм — мир льда. |
| 9. «Vanaheim»                  | 4:02 | Ванахейм — мир, где живут ваны, боги плодородия. |
| 10. «Helheim»                  | 3:18 | Хельхейм — подземное царство мёртвых, где царит старуха Хель. |
| 11. «Secret of the Runes»      | 4:30 | Чтобы познать загадку рун, Один принёс себя в жертву и был распят на древе Иггдрасиль. С последней песней слушатель должен разгадать ребус, зашифрованный в песнях и на обложке. |
| Бонус-треки: 12. «Crying Days» | 4:31 | (кавер на Scorpions) |
| 13. «Summernight City»         | 4:54 | (кавер на ABBA) |

## Участники записи

### Therion
- Кристофер Йонссон — гитара
- Кристиан Ниеманн — гитара
- Йохан Ниеманн — бас
- Сами Карппинен — ударные

### Вокалисты
- Пётр Ваврженюк («Summernight City», «Crying Days»)
- Марика Шонберг — сопрано
- Эрика Андерсон — альт
- Карл Рамквист — тенор, баритон
- Йоаким Берг — бас, баритон
- Кристина Хансон — колоратурное сопрано
- Анна-Мария Краве — сопрано
- Анна Артурсон — альт
- Хенрик Хольмберг — тенор
- Патрик Форсман — тенор
- Томас Карлсон — шепчущий голос на «Ljusalfheim»

## Позиции в чартах
| Чарт                          | Позиция |
| ----------------------------- | ------- |
| Германия (Offizielle Top 100) | 74      |
| Польша (ZPAV)                 | 38      |